# Andreas Seidl (Motorsportfunktionär)

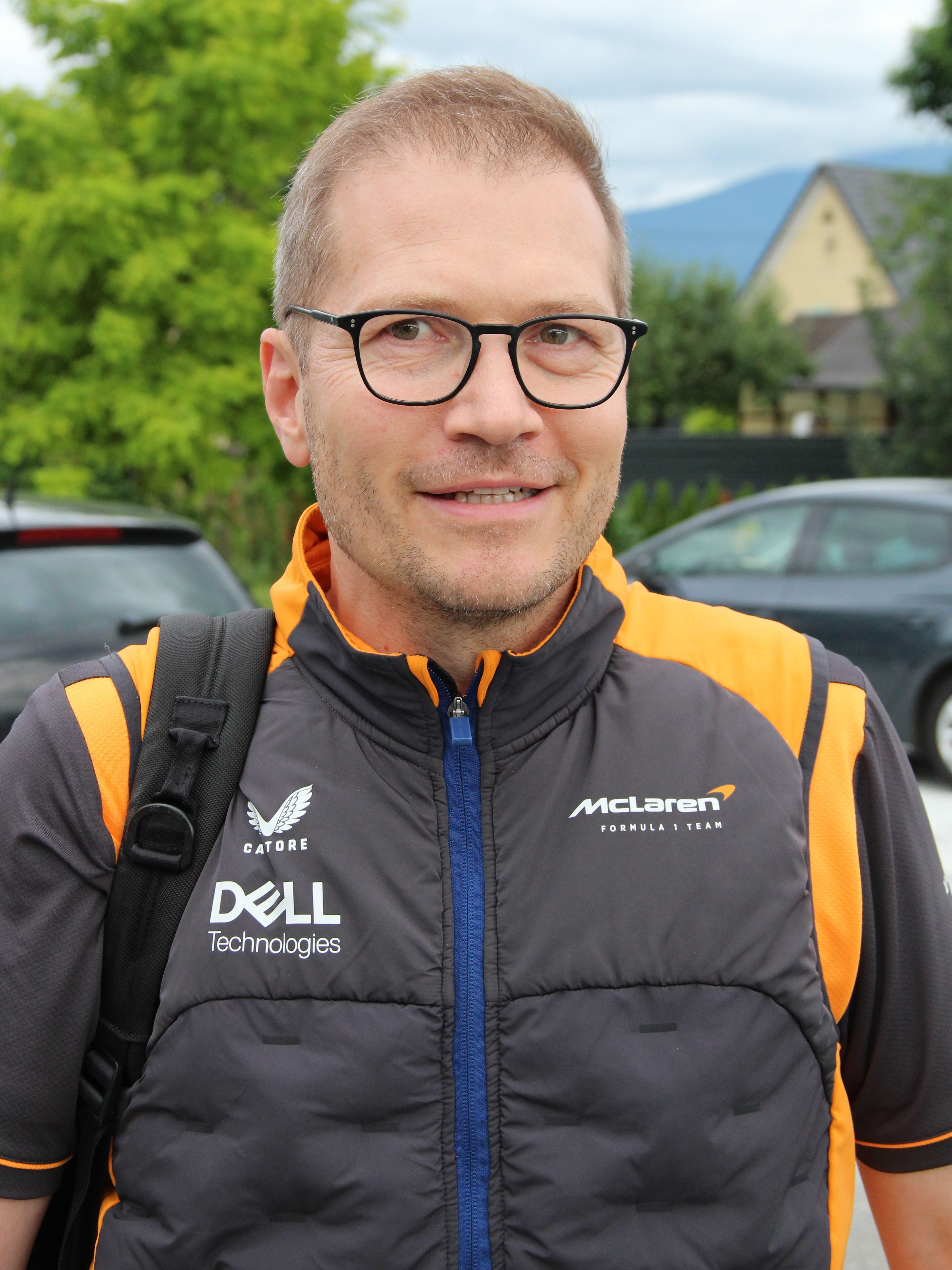
Andreas Seidl bei McLaren (2022)

Andreas Seidl (* 6. Januar 1976 in Passau, Deutschland) ist ein deutscher Motorsportingenieur und -manager. Er war von 2023 bis 2024 Geschäftsführer von Sauber Motorsport.

## Karriere
Seidl wuchs in Hinterschmiding auf. Sein Studium an der Technischen Universität München schloss er mit einem Diplom in Maschinenbau ab. Von 2000 bis 2009 war er in der Formel 1 für BMW tätig. Nachdem BMW aus der Formel 1 ausgeschieden war, leitete Seidl 2012 das DTM-Comeback von BMW. Im Jahr 2013 trat er als Director of Race Operations in den Porsche-LMP1-Kader ein, 2014 wurde er zum Teamchef befördert. McLaren Racing ernannte ihn am 10. Januar 2019 zum Teamchef seines Formel-1-Teams. Am 13. Dezember 2022 wurde bekannt, dass Seidl McLaren zum Jahresende verlassen und Nachfolger von Frédéric Vasseur als Geschäftsführer von Sauber Motorsport werden wird. Im Gegensatz zu seinem Vorgänger hat Seidl aber nicht gleichzeitig die Rolle des Teamchefs inne, sondern vergab dieses Amt neu an Alessandro Alunni Bravi.
Zum 1. August 2024 schied Seidl aus dem Unternehmen aus, sein Nachfolger wurde der ehemalige Ferrari-Ingenieur Mattia Binotto, der zudem auch Nachfolger von Oliver Hoffmann, dem Direktor des Formel-1-Projekts beim Audi-Konzern, wurde und diese beiden Schlüsselpositionen zusammenführt.